# Municipio de Center (condado de Dubuque)
El municipio de Center (en inglés: Center Township) es un municipio ubicado en el condado de Dubuque en el estado estadounidense de Iowa. En el año 2010 tenía una población de 2505 habitantes y una densidad poblacional de 27,92 personas por km².

## Geografía
El municipio de Center se encuentra ubicado en las coordenadas 42°30′54″N 90°50′27″O / 42.51500, -90.84083. Según la Oficina del Censo de los Estados Unidos, el municipio tiene una superficie total de 89.71 km², de la cual 89,71 km² corresponden a tierra firme y (0 %) 0 km² es agua.

## Demografía
Según el censo de 2010, había 2505 personas residiendo en el municipio de Center. La densidad de población era de 27,92 hab./km². De los 2505 habitantes, el municipio de Center estaba compuesto por el 98,08 % blancos, el 0,52 % eran afroamericanos, el 0,16 % eran amerindios, el 0,48 % eran asiáticos, el 0,12 % eran de otras razas y el 0,64 % eran de una mezcla de razas. Del total de la población el 0,72 % eran hispanos o latinos de cualquier raza.